# Romans (Deux-Sèvres)
Romans – miejscowość i gmina we Francji, w regionie Nowa Akwitania, w departamencie Deux-Sèvres.
Według danych na rok 1990 gminę zamieszkiwały 464 osoby, a gęstość zaludnienia wynosiła 41 osób/km² (wśród 1467 gmin regionu Poitou-Charentes Romans plasuje się na 578. miejscu pod względem liczby ludności, natomiast pod względem powierzchni na miejscu 762.).